# Bythinella bavarica
Bythinella bavarica là một loài loài của ốc nước ngọt rất nhỏ, là động vật thân mềm chân bụng sống dưới nước trong họ Amnicolidae. Đây là loài đặc hữu của Đức.